# Agapanthia

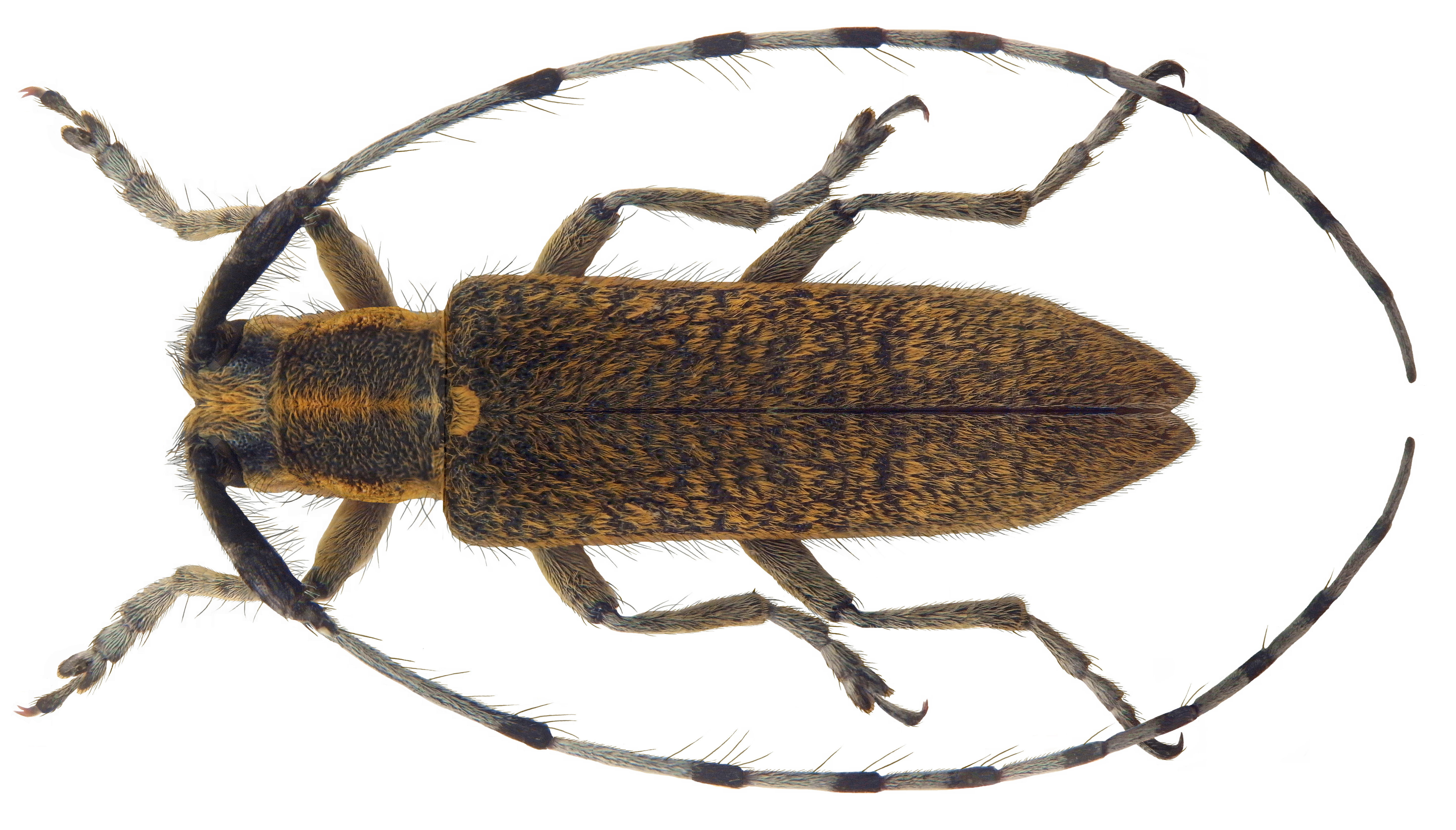
Samiec zgrzytnicy zielonawej

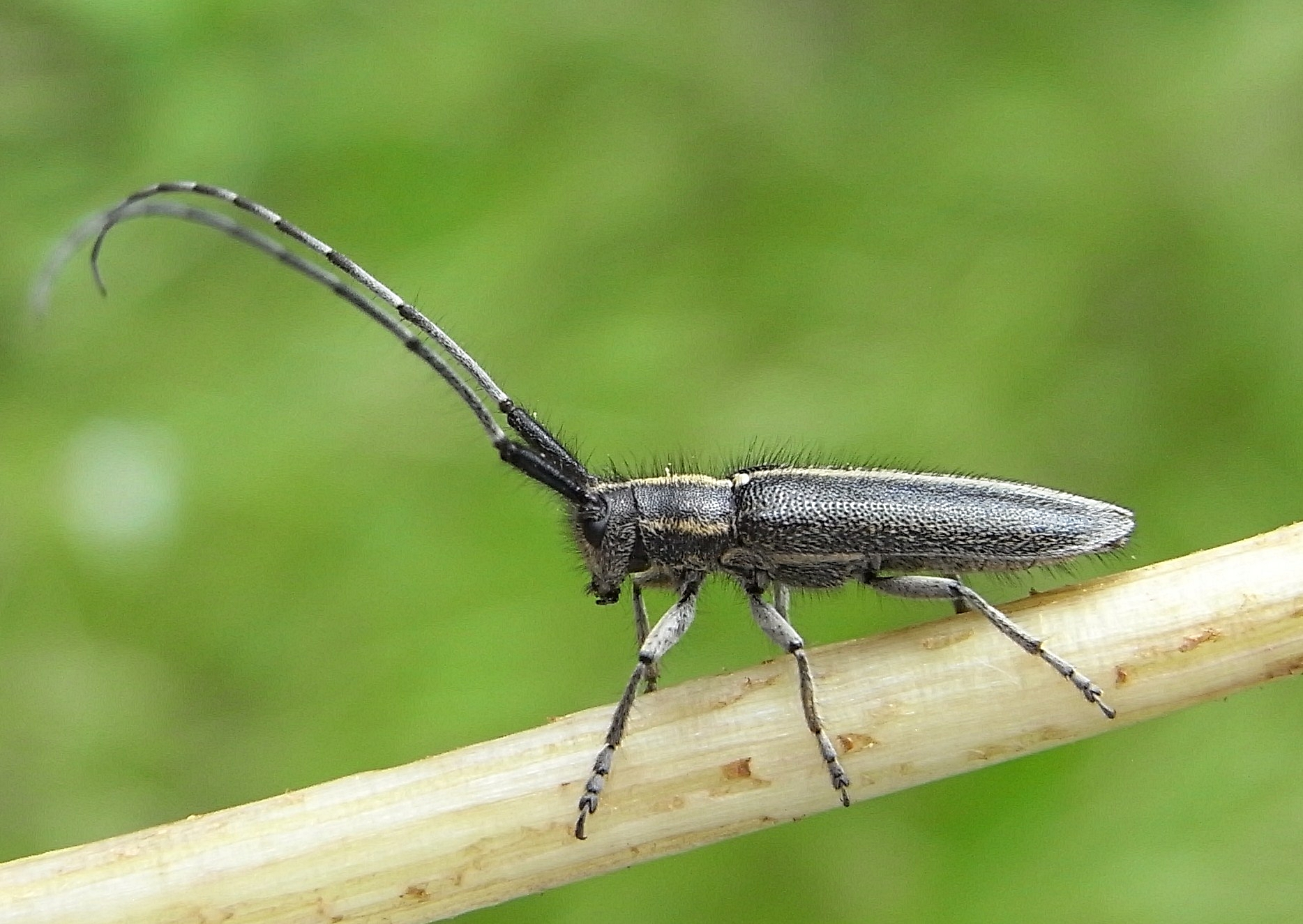
Zgrzytnica ostowa

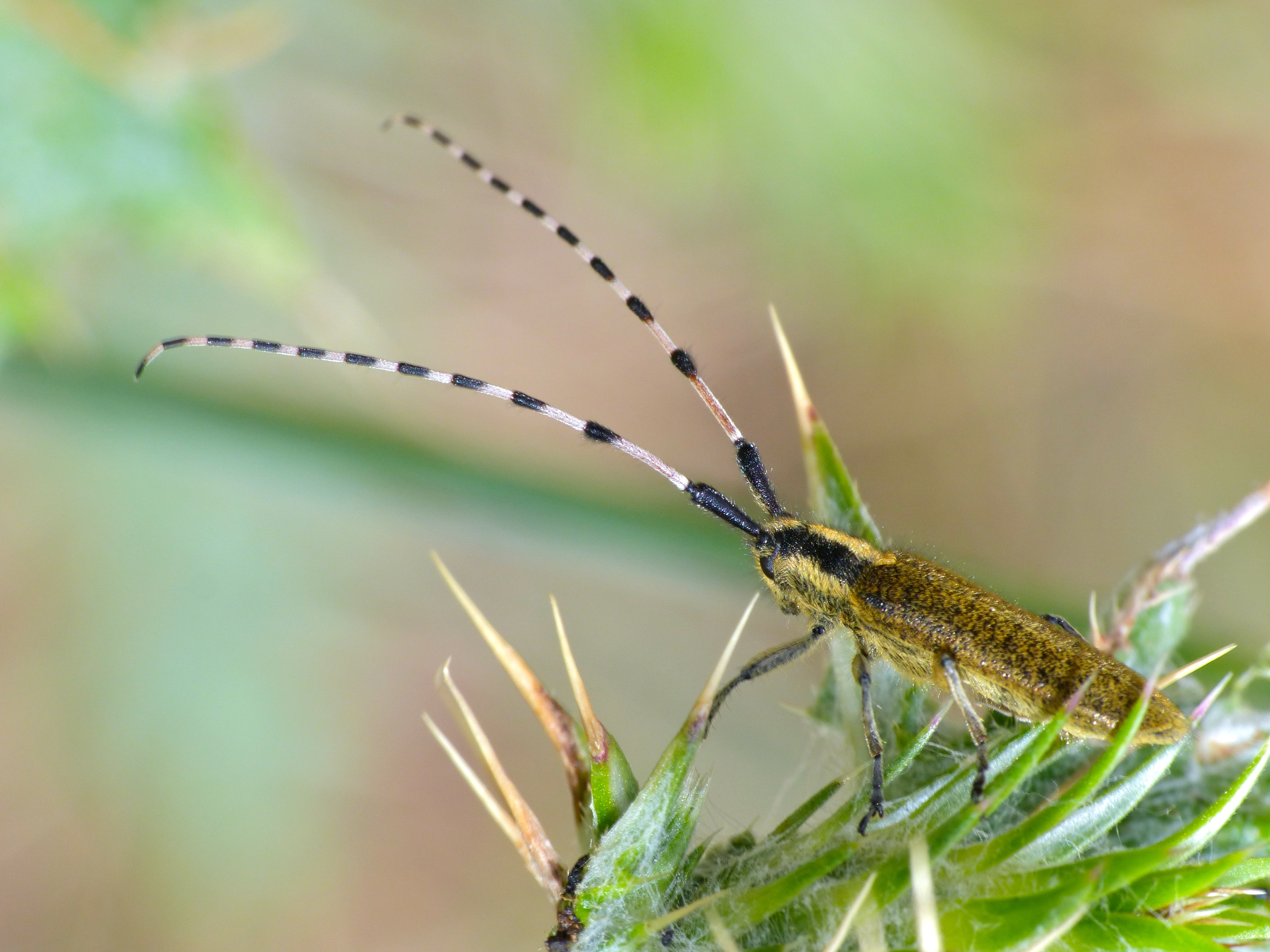
Zgrzytnica ostówka

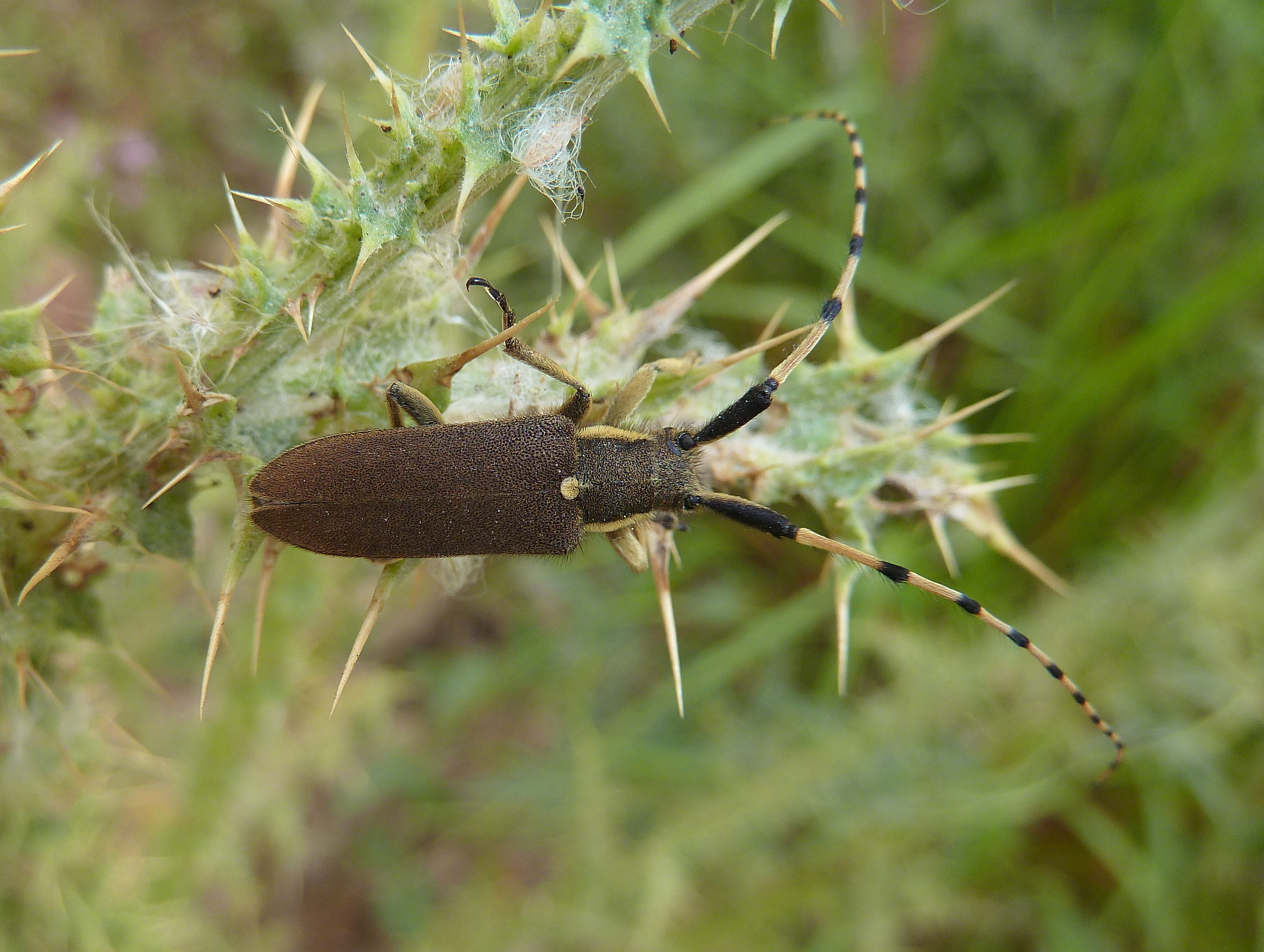
Agapanthia annularis

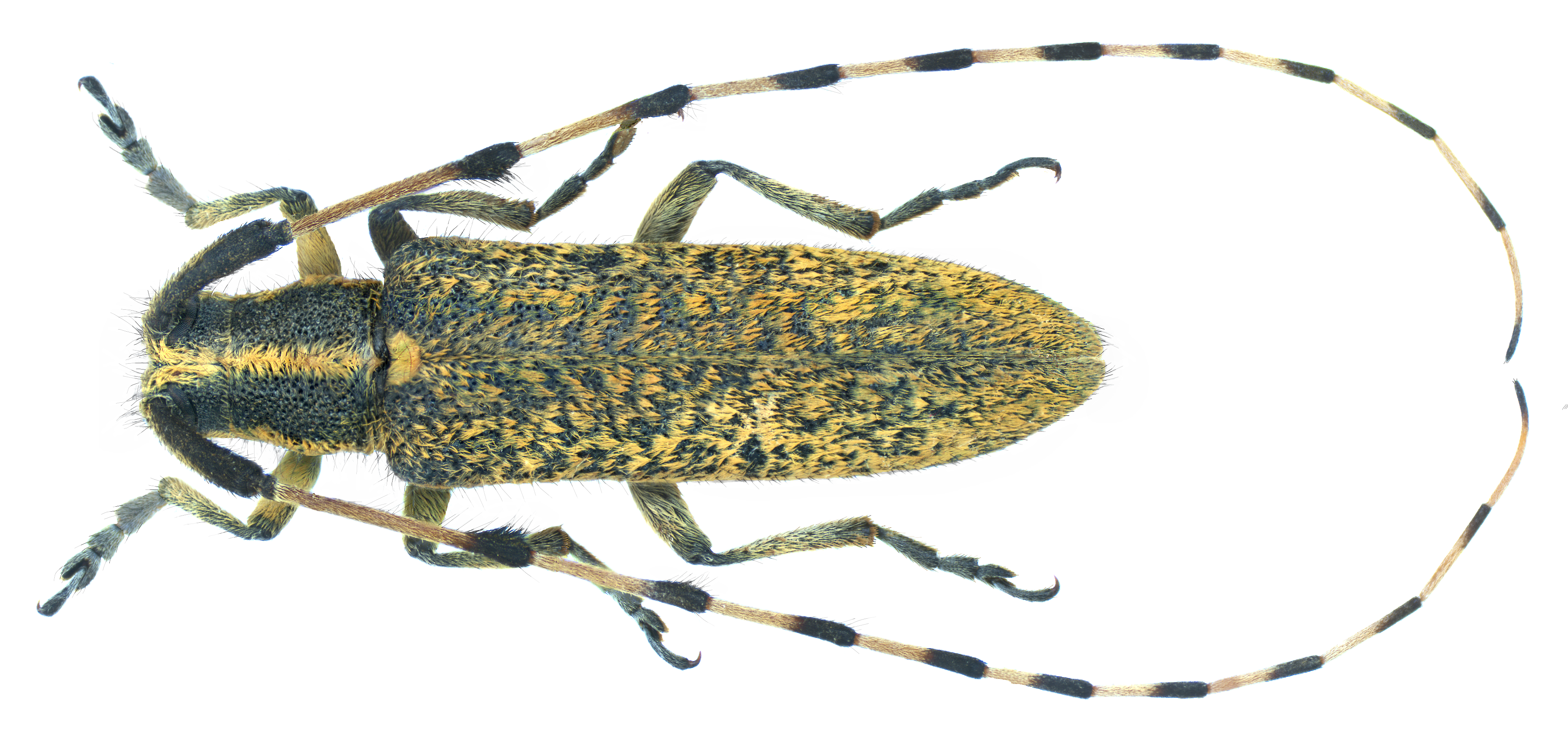
Agapanthia persica

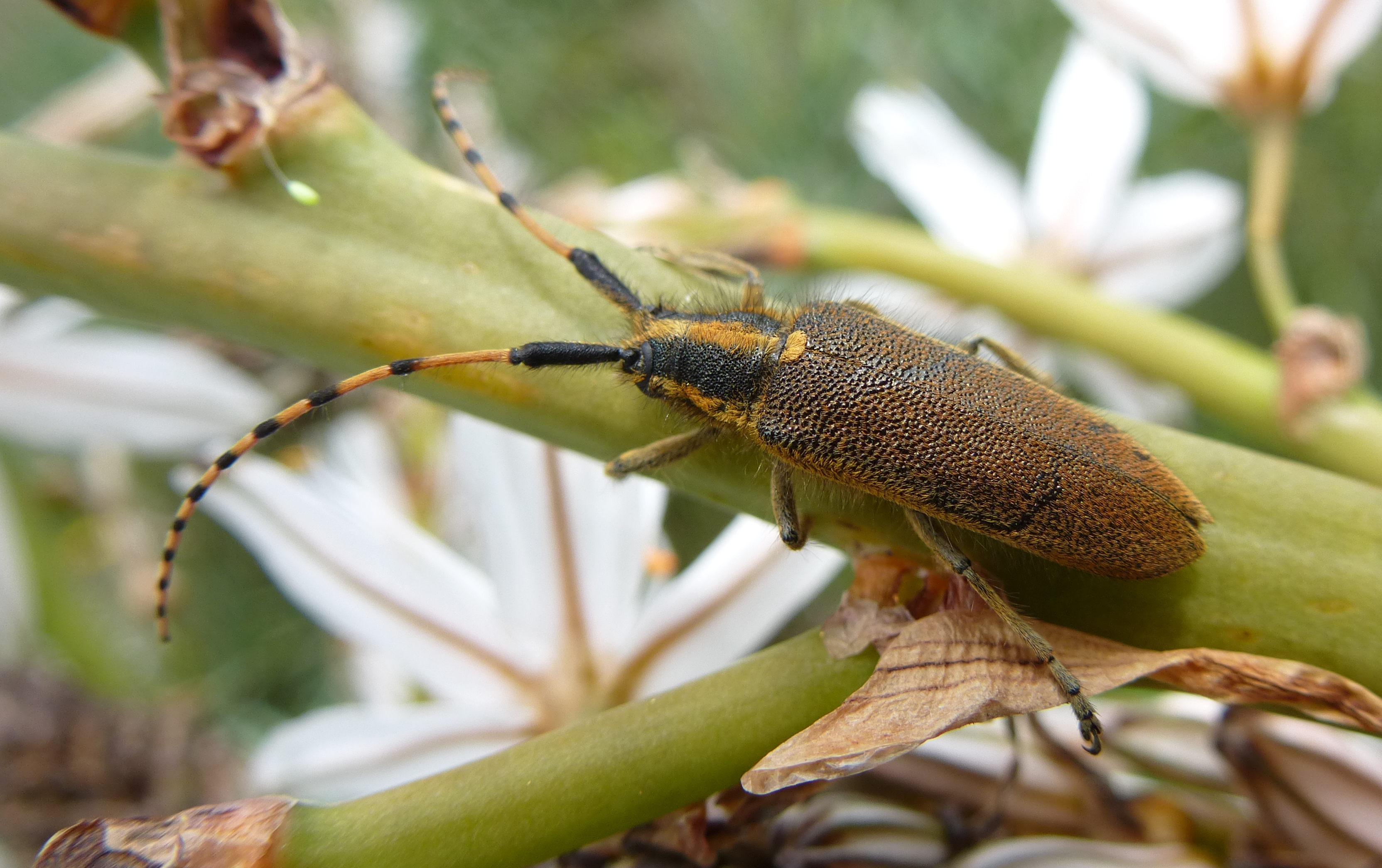
Agapanthia asphodeli

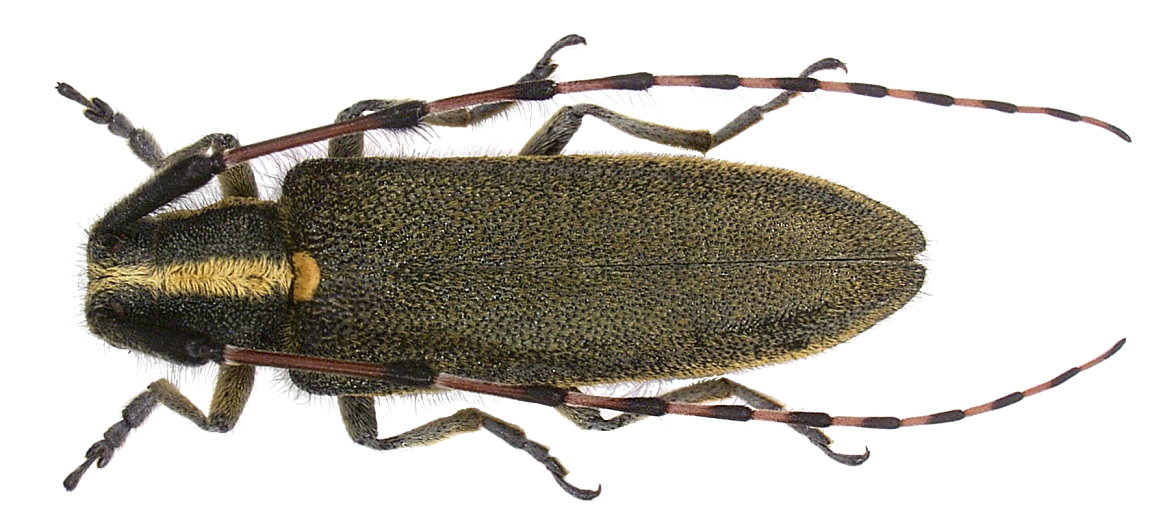
Agapanthia lateralis

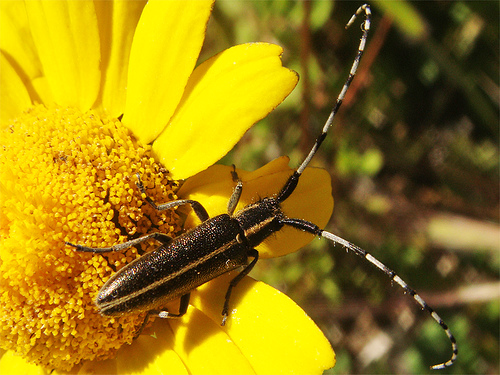
Agapanthia suturalis

Zgrzytnica (Agapanthia) – rodzaj chrząszczy z rodziny kózkowatych i podrodziny zgrzypikowych (Lamiinae). Obejmuje około 75 opisanych gatunków.
Kózki te mają przedplecze wyniesione, poprzeczne lub nieco dłuższe niż szerokie, opatrzone z przodu i z tyłu poprzecznym wyżłobieniem. Ich pokrywy są wyniesione i walcowate, na wierzchołku zaokrąglone lub lekko spiczaste, o prawie równoległych bokach. Ich czułki są złożone z 12 członów, smukłe, u samic są nieco dłuższe od ciała, a u samców znacznie od niego dłuższe. Pierwszy człon czułków sięga środka przedplecza. Człony czułków porośnięte są długimi, grubymi włoskami, a często mają także pędzelek włosków w części wierzchołkowej. Zgrzytnice mają dość krótkie odnóża.
Larwy zgrzytnic przechodzą rozwój w kłączach i łodygach roślin zielnych.
Przedstawiciele rodzaju zasiedlają Palearktykę i krainę orientalną.

## Systematyka
Rodzaj ten wprowadził w 1835 roku Jean Guillaume Audinet-Serville, dzieląc go na działy Phoebe i Agapanthia s.str. – pierwszy umieszczany jest współcześnie w innym plemieniu, natomiast do drugiego Serville zaliczył 4 gatunki, umieszczane wcześniej w rodzaju Saperda. W 1838 John Obadiah Westwood wyznaczył Saperda cardui gatunkiem typowym. W 1930 Pławiszczikow wyróżniał 40 gatunków Agapanthia, sklasyfikowanych w 10 grupach gatunkowych. Pod koniec XX wieku kilku autorów wdrożyło do systematyki rodzaju cechy genitalne obu płci. W 2004 Carlo Pesarini i Andrea Sabbadini dokonali rewizji rodzaju, w której wydzielili z niego 3 gatunki do własnych rodzajów monotypowych, a pozostałe podzielili na 7 podrodzajów. Rewizja ta została skrytykowana przez Gianfranco Samę jako opierająca się na cechach zewnętrznych, a nie na relacjach filogenetycznetych, które wydają się być najlepiej odzwierciedlone w budowie narządów rozrodczych samic – tejże zupełnie w owej rewizji nie uwzględniono. W 2008 Sama zaproponował oparty na narządach rozrodczych obu płci podział na 2 podrodzaje: Agapanthia i Epoptes, dzieląc pierwszy z nich na 3 grupy gatunkowe.

### Podział wg BioLib.cz, 2017
W bazie BioLib.cz, bazując na pracy Pessariniego i Sabadiniego, zastosowano następujący podział:
- podrodzaj: Agapanthia s. str. Audinet-Serville, 1835
  - Agapanthia boeberi (Fischer von Walheim, 1806)
  - Agapanthia cardui (Linnaeus, 1767) – zgrzytnica ostowa
  - Agapanthia obydovi Danilevsky, 2000
  - Agapanthia suturalis (Fabricius, 1787)inq.
  - Agapanthia talassica Kostin, 1973
- podrodzaj: Agapanthoplia Pesarini et Sabbadini, 2004
  - Agapanthia coeruleipennis Frivaldszky, 1878
- podrodzaj: Amurobia Pesarini et Sabbadini, 2004
  - Agapanthia amurensis Kraatz, 1879
  - Agapanthia japonica Kano, 1933
  - Agapanthia pilicornis Fabricius, 1787
  - Agapanthia yagii Hayashi, 1982
- podrodzaj: Drosotrichia Pesarini et Sabbadini, 2004
  - Agapanthia annularis (Olivier, 1795)
- podrodzaj: Epoptes Gistl, 1857
  - Agapanthia alaiensis Kratochvíl, 1985
  - Agapanthia altaica Plavilstshikov, 1933
  - Agapanthia alternans Fischer von Waldheim, 1842
  - Agapanthia amicula Holzschuh, 1989
  - Agapanthia angelicae Reitter, 1898
  - Agapanthia asphodeli (Latreille, 1804)
  - Agapanthia auliensis Pic, 1907
  - Agapanthia cretica Bernhauer, 1978
  - Agapanthia cynarae (Germar, 1817)
  - Agapanthia dahli (Richter, 1821) – zgrzytnica ostówka
  - Agapanthia daurica Ganglbauer, 1883
  - Agapanthia detrita Kraatz, 1882
  - Agapanthia kindermanni Pic, 1905
  - Agapanthia lateralis Ganglbauer, 1883
  - Agapanthia lederi Ganglbauer, 1883
  - Agapanthia muellneri Reitter, 1898
  - Agapanthia nicosiensis Pic, 1927
  - Agapanthia probsti Holzschuh, 1984
  - Agapanthia pustulifera Pic, 1905
  - Agapanthia salviae Holzschuh, 1975
  - Agapanthia schmidti Holzschuh, 1975
  - Agapanthia schurmanni Sama, 1979
  - Agapanthia simplicicornis Reitter, 1898
  - Agapanthia subchalybaea Reitter, 1898
  - Agapanthia subflavida Pic, 1903
  - Agapanthia subnigra Pic, 1890
  - Agapanthia turanica Plavilstshikov, 1929
  - Agapanthia verecunda Chevrolat, 1882
  - Agapanthia villosoviridescens (DeGeer, 1775) – zgrzytnica zielonawa
  - Agapanthia zappii Sama, 1987
- podrodzaj: Homoblephara Pesarini et Sabbadini, 2004
  - Agapanthia fallax Holzschuh, 1973
  - Agapanthia korostelevi Danilevsky, 1985
  - Agapanthia maculicornis (Gyllenhal, 1817)
  - Agapanthia orbachi Sama, 1993
- podrodzaj: Smaragdula Pesarini et Sabbadini, 2004
  - Agapanthia amitina Holzschuh, 1989
  - Agapanthia chalybaea Faldermann, 1837
  - Agapanthia frivaldszkyi Ganglbauer, 1883
  - Agapanthia gemella Holzschuh, 1989
  - Agapanthia incerta Plavilstshikov, 1930
  - Agapanthia intermedia Ganglbauer, 1883
  - Agapanthia lais Reiche, 1858
  - Agapanthia osmanlis Reiche et Saulcy, 1858
  - Agapanthia persicola Reitter, 1894
  - Agapanthia pesarinii Rapuzzi et Sama, 2010
  - Agapanthia violacea (Fabricius, 1775) – zgrzytnica fioletowa
- podrodzaj: Stichodera Pesarini et Sabbadini, 2004
  - Agapanthia irrorata (Fabricius, 1787)
  - Agapanthia nigriventris Waterhall, 1889
  - Agapanthia soror Kraatz, 1882
- podrodzaj: Synthapsia Pesarini et Sabbadini, 2004
  - Agapanthia hirsuticornis Holzschuh, 1975
  - Agapanthia kirbyi (Gyllenhal, 1817)

### Podział wg Sama, 2008
- podrodzaj: Agapanthia s. str. Audinet-Serville, 1835 – samce mają charakterystyczny tegumen o manubrium zlanym u nasady. Samice mają walwy pokładełka skośnie ścięte lub wykrojone, a pólko zmysłowe koksytu położone w części wierzchołkowej.
  - grupa gatunkowa A. cardui – A. cardui i A. suturalis
  - grupa gatunkowa A. violacea – odpowiada mniej więcej podrodzajowi Smaragdula
  - grupa gatunkowa A. maculicornis – m.in.: Agapanthia maculicornis, A. orbachi i A. fallax
- podrodzaj: Epoptes Gistl, 1857 – samce mają tegumen z manubrium podzielonym na dwie apodemy nasadowe. Samiec mają silniej wydłużone walwy pokładełka, a pólko zmysłowe koksytu położone jest zwykle w części bocznej.